# Celatoblatta montana
Celatoblatta montana är en kackerlacksart som beskrevs av Johns 1966. Celatoblatta montana ingår i släktet Celatoblatta och familjen storkackerlackor. Inga underarter finns listade i Catalogue of Life.